# Jon Karrikaburu
Jon Karrikaburu Jaimerena (Elizondo, 19 settembre 2002) è un calciatore spagnolo, attaccante della Real Sociedad.

## Carriera

### Club
Cresciuto nel settore giovanile della Real Sociedad, il 3 maggio 2021 firma il suo primo contratto da professionista con i Txuri-Urdin, valido fino al 2026. Il 30 settembre successivo fa il suo esordio in prima squadra, disputando l'incontro della fase a gironi di Europa League pareggiato per 1-1 contro il Monaco.

### Nazionale
Nel 2021 ha esordito con la nazionale spagnola Under-21.

## Statistiche

### Presenze e reti nei club
Statistiche aggiornate al 6 ottobre 2022.
| Stagione               | Squadra                | Campionato             | Campionato | Campionato | Coppe nazionali | Coppe nazionali | Coppe nazionali | Coppe continentali | Coppe continentali | Coppe continentali | Altre coppe | Altre coppe | Altre coppe | Totale | Totale |
| Stagione               | Squadra                | Comp                   | Pres       | Reti       | Comp            | Pres            | Reti            | Comp               | Pres               | Reti               | Comp        | Pres        | Reti        | Pres   | Reti   |
| ---------------------- | ---------------------- | ---------------------- | ---------- | ---------- | --------------- | --------------- | --------------- | ------------------ | ------------------ | ------------------ | ----------- | ----------- | ----------- | ------ | ------ |
| 2019-2020              | Real Sociedad C        | TD                     | 18         | 10         |                 | -               | -               |                    | -                  | -                  |             | -           | -           | 18     | 10     |
| 2020-2021              | Real Sociedad C        | TD                     | 20         | 22         |                 | -               | -               |                    | -                  | -                  |             | -           | -           | 20     | 22     |
| Totale Real Sociedad C | Totale Real Sociedad C | Totale Real Sociedad C | 38         | 32         |                 | -               | -               |                    | -                  | -                  |             | -           | -           | 38     | 32     |
| 2020-2021              | Real Sociedad B        | SDB                    | 1+8        | 1+3        |                 | -               | -               |                    | -                  | -                  |             | -           | -           | 9      | 4      |
| 2021-2022              | Real Sociedad B        | SD                     | 36         | 11         |                 | -               | -               |                    | -                  | -                  |             | -           | -           | 36     | 11     |
| Totale Real Sociedad B | Totale Real Sociedad B | Totale Real Sociedad B | 37+8       | 12+3       |                 | -               | -               |                    | -                  | -                  |             | -           | -           | 45     | 15     |
| 2021-2022              | Real Sociedad          | PD                     | 0          | 0          | CR              | 0               | 0               | UEL                | 1                  | 0                  |             | -           | -           | 1      | 0      |
| 2022-2023              | Real Sociedad          | PD                     | 4          | 0          | CR              | 0               | 0               | UEL                | 2                  | 0                  |             | -           | -           | 6      | 0      |
| Totale carriera        | Totale carriera        | Totale carriera        | 87         | 47         |                 | 0               | 0               |                    | 3                  | 0                  |             | -           | -           | 90     | 47     |